# Platysteira concreta
Platysteira concreta là một loài chim trong họ Platysteiridae.